# Colson Whitehead
Arch Colson Chipp Whitehead (* 6. listopadu 1969 New York) je americký spisovatel, který patří mezi představitele afrofuturismu.
Vyrostl na Manhattanu v zámožné afroamerické rodině a vystudoval Harvardovu univerzitu. Psal recenze pro týdeník The Village Voice a v roce 1999 vydal první román The Intuitionist. V roce 2002 byl zařazen mezi stipendisty MacArthurovy nadace.
Whiteheadova tvorba zahrnuje vzpomínky na dětství v knize Sag Harbour i postapokalyptický thriller Zone One. Jeho nejúspěšnější knihou je Podzemní železnice (The Underground Railroad), která získala National Book Award za rok 2016. Děj je inspirován fungováním organizace zvané podzemní železnice, která v letech před americkou občanskou válkou převáděla uprchlé otroky z Jihu do svobodných států. Zároveň v něm autor popisuje svoje dětské představy, že šlo o skutečnou podzemní dráhu – historická fakta se tak prolínají s postupy magického realismu a alternativní historie. Kniha se dá řadit i do žánru science fiction, o čemž svědčí udělení Arthur C. Clarke Award.
V letech 2017 a 2020 byla Whiteheadovi udělena Pulitzerova cena v kategorii beletrie. Kromě něj dokázali tuto cenu získat více než jednou pouze Booth Tarkington, William Faulkner a John Updike.

## Dílo
- The Intuitionist (1999)
- John Henry Days (2001), navrženo na Pulitzerovu cenu.[4]
- The Colossus of New York (2003)
- Apex Hides the Hurt' (2006)
- Sag Harbor (2009)
- Zone One (2011)
- The Noble Hustle: Poker, Beef Jerky & Death (2014)
- The Underground Railroad (Podzemní železnice, 2016)
  - V roce 2017 oceněno Pulitzerovou cenou.[5]
  - V roce 2021 zpracováno v Českém rozhlasu jako patnáctidílná četba na pokračování. Překlad Alžběta a Jan Dvořákovi, pro rozhlas upravila Blanka Stárková, v režii Víta Vencla četla Elizaveta Maximová.[6]
- The Nickel Boys (2019), v roce 2020 oceněno Pulitzerovou cenou[7]